# St.-Jürgen-Klus

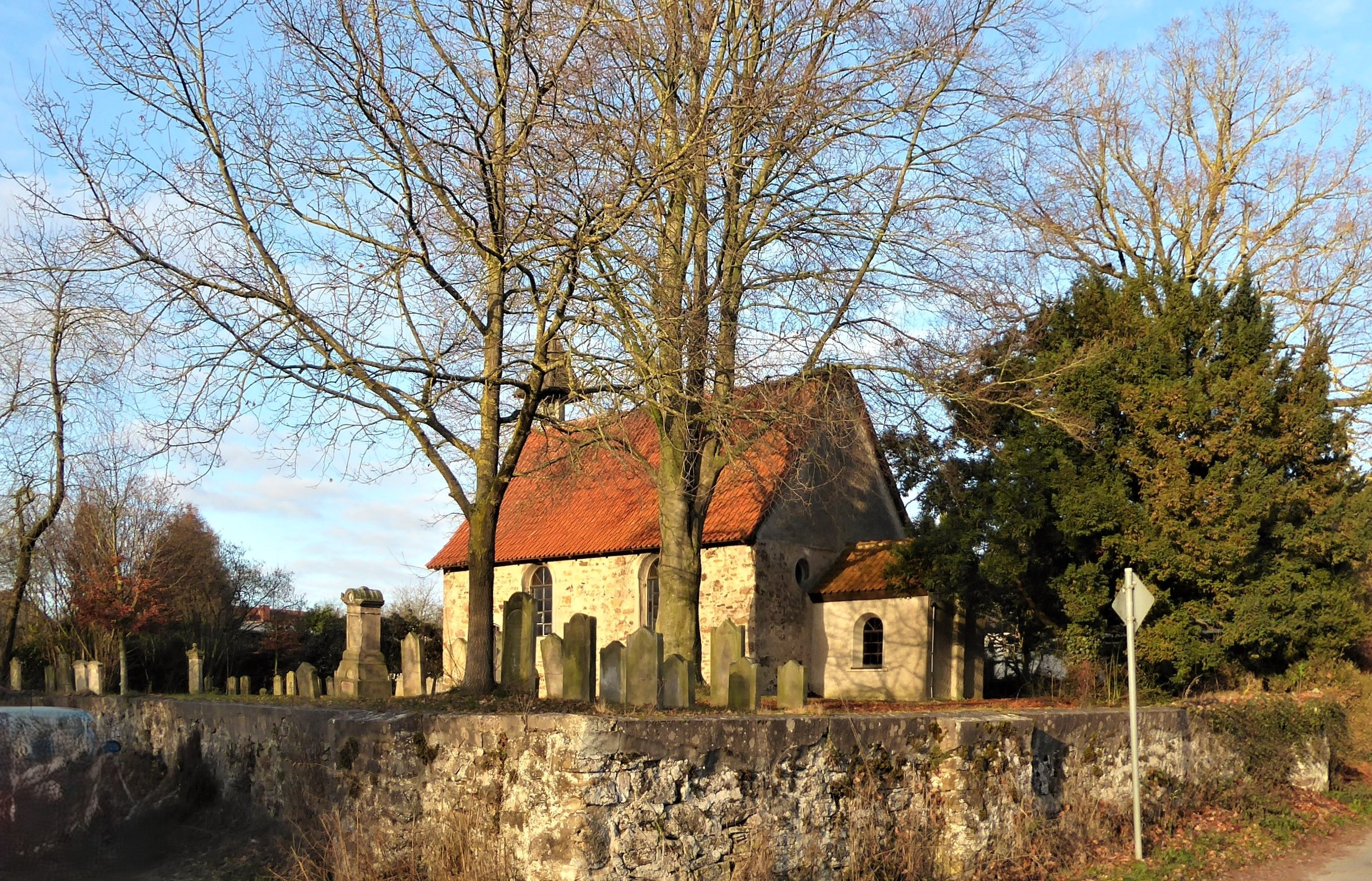
Ansicht von Südosten, die Kluskapelle innerhalb der historischen Kirchhofs

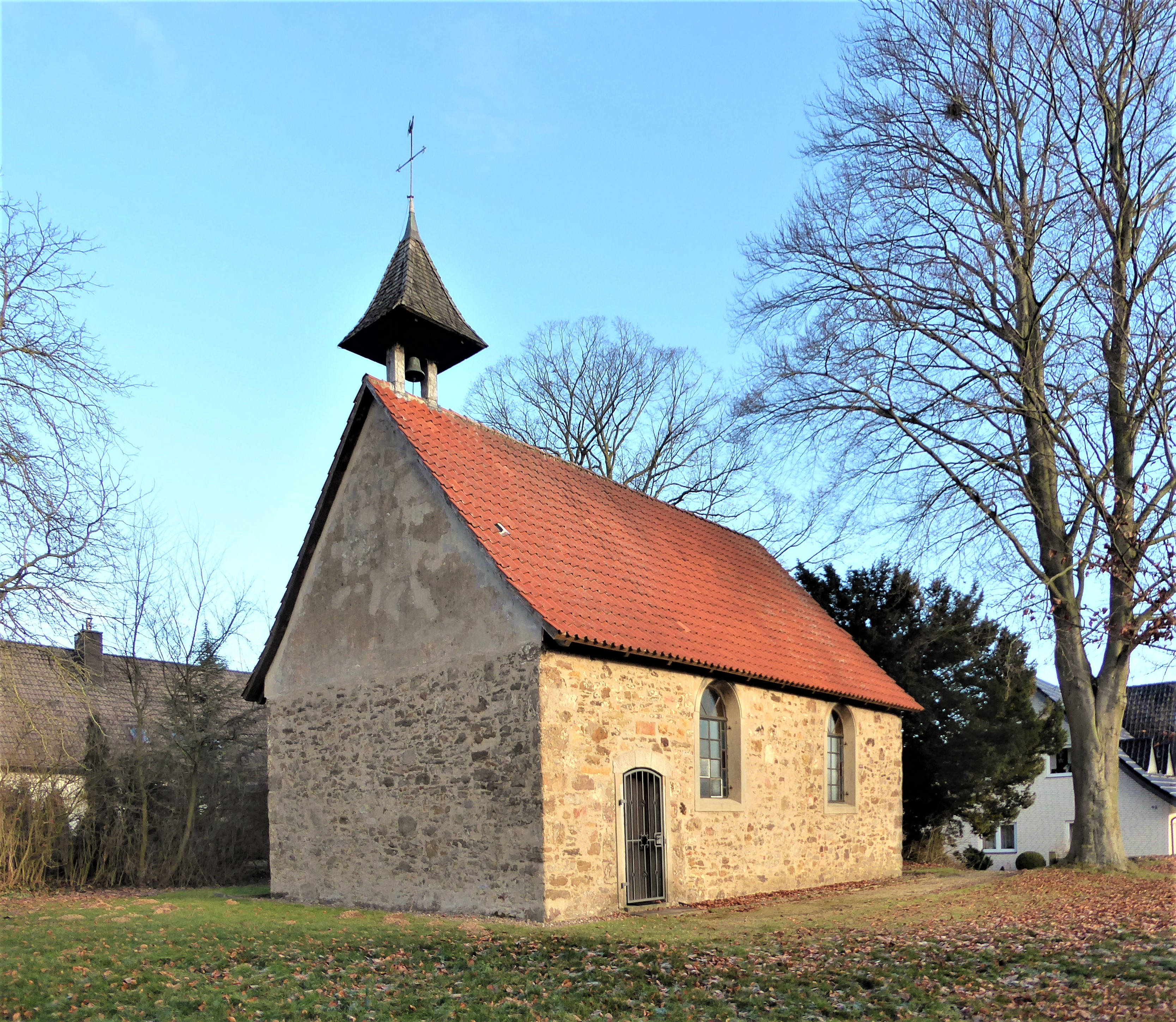
Die Kluskapelle

Die St.-Jürgen-Klus ist eine evangelisch-lutherische Kapelle im Bünder Stadtteil Dünne. Sie wurde im 18. Jahrhundert erbaut und geht auf einen Vorgängerbau aus dem 14. Jahrhundert zurück und befindet sich innerhalb eines historischen Kirchhofs.

## Geschichte
Die ursprüngliche Kapelle wurde im 14. Jahrhundert erbaut und war zunächst eine Filiale der Laurentiuskirche in Bünde. 1726 wurde sie bei einem Dorfbrand zerstört, im folgenden Jahr wurde die heutige Kapelle errichtet.
1903 wurde in Dünne eine eigene Kirchengemeinde gegründet und 1904 die heutige Gemeindekirche eingeweiht. Dadurch verlor die St.-Jürgen-Klus an Bedeutung und verfiel. Nach einer Renovierung wurde die Kapelle 1974 wiedereröffnet. 1986 wurde sie unter Denkmalschutz gestellt.
Eine ähnliche Kapelle im benachbarten Stadtteil Spradow wurde in den 1960er Jahren abgerissen.

## Architektur

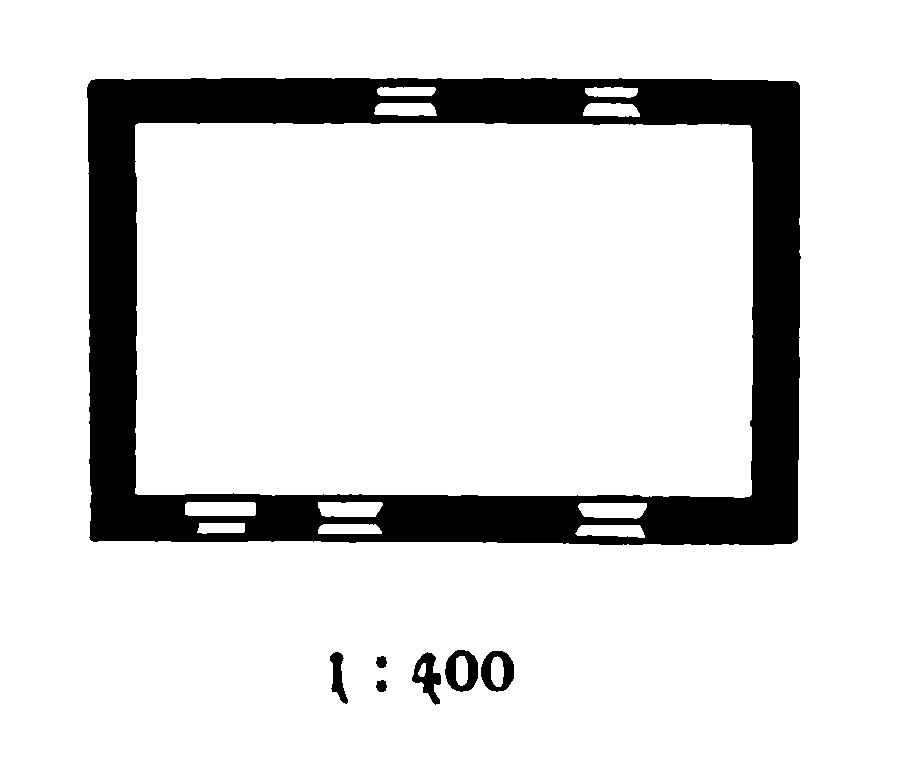
Grundriss

Die St.-Jürgen-Klus ist ein rechteckiger barocker Saalbau mit einem Dachreiter. Im Inneren befindet sich eine Holzdecke, die Fenster sind rundbogig. Der Eingang an der Südseite trägt die Jahreszahl 1727. Im Inneren wurde der Giebel eines Hauses aufgestellt, das 1726 beim großen Brand in Dünne zerstört wurde.